# Loco Motive
Loco Motive — компьютерная игра в жанре point-and-click квест, разработанная Robust Games и изданная Chucklefish. Игра вышла на платформах Windows и Nintendo Switch 21 ноября 2024 года. Возможно игру выпустят и на других платформах.

## Геймплей
Loco Motive — двухмерная приключенческая игра. Цель игры — продвигаться по сюжету, решая головоломки. Для этого игрок исследует локации, общается с NPC персонажами, чтобы получить информацию, собирает предметы и использует их в нужных для этого местах и локациях. В игре игрок будет управлять тремя разными персонажами, у каждого из которых своя точка зрения на происходящие в игре события.

## Сюжет
Действие Loco Motive разворачивается на борту роскошного паровоза 1930-х годов Reuss Express. После убийства богатой наследницы леди Унтервальд в расследование втягиваются адвокат Артур Акерман, агент Диана Остман и писатель, ставший детективом, Герман Мерман. Эта троица должна раскрыть скрытые мотивы, решить головоломки и разобраться с эксцентричными пассажирами, чтобы найти убийцу и очистить свои имена.

## Разработка
Loco Motive была создана студией Robust Games, небольшой независимой командой, основанной братьями Адамом и Джозефом Ричесами. Изначально игра задумывалась как небольшой проект для участия в игровом мероприятия в ноябре 2020 года. Но после положительных комментариев команда решила создать полноценную игру. Братья занимались как разработкой игры, так и дизайном пиксельной графики игры, а издатель Chucklefish подписал контракт на выпуск игры Loco Motive в мае 2021 года.

## Критика
| Сводный рейтинг | Сводный рейтинг |
| Агрегатор       | Оценка          |
| --------------- | --------------- |
| Metacritic      | 86/100          |

Loco Motive получила "в целом положительные" отзывы от критиков, согласно данным агрегатора рецензий. Metacritic.